# Okres Dubăsari
Okres Dubăsari (moldavsky Raionul Dubăsari) je územně-správní jednotka na východě Moldavska. Území Okresu Dubăsari zahrnuje část bývalého Dubossarského rajonu Moldavské SSR, která je pod kontrolou moldavských orgánů. Zbytek bývalého rajonu tvoří Dubossarský rajon mezinárodně neuznané Podněsterské moldavské republiky, pod jejíž kontrolou je i samotné město Dubăsari (rusky Дубоссары; Dubossary). Okres Dubăsari tvoří dvě oddělené enklávy, které se rozprostírají na pravém i levém břehu Dněstru. Administrativním centrem je obec Cocieri.

## Externí odkazy

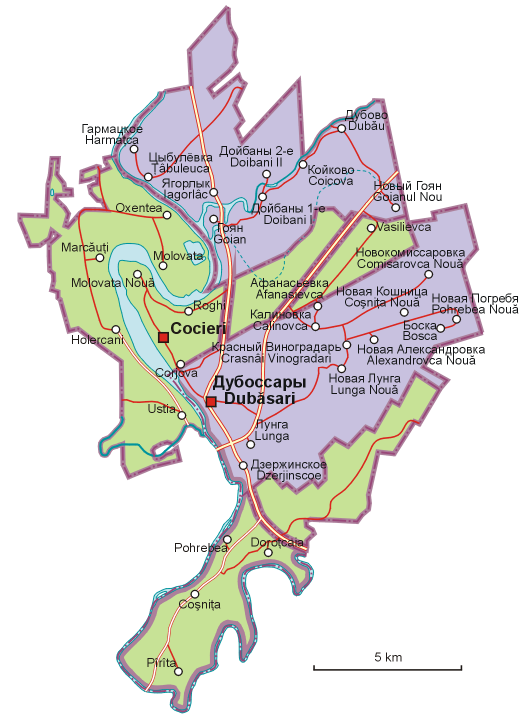
Bývalý Dubossarský rajon Moldavské SSR; dnes: zeleně: Okres Dubăsari Moldavské republiky, fialově: Dubossarský rajon Podněsterské moldavské republiky